# TAKM
Le TAKM - Organisation des services répressifs eurasiens à statut militaire (turc : TAKM - Avrasya Askerî Statülü Kolluk Kuvvetleri Teşkilatı), est une organisation intergouvernementale de forces de police à statut militaire de trois pays turcs (Azerbaïdjan, Kirghizistan et Turquie). Le sigle TAKM provient des noms des pays fondateurs.
Le TAKM est considéré comme une alternative à la FIEP.

## États membres
La Mongolie a quitté l'organisation en 2014 et le Kazakhstan a demandé son adhésion.
| Date            | Pays             | Commentaire |
| --------------- | ---------------- | ----------- |
| 25 janvier 2013 | Turquie          | Fondateurs  |
| 25 janvier 2013 | Azerbaïdjan      | Fondateurs  |
| 25 janvier 2013 | Kirghizistan     | Fondateurs  |
| 25 janvier 2013 | Retrait en 2014. |             |